# Шелтън Бенджамин
Шелтън Албърт Бенджамин (на английски: Shelton Albert Benjamin) е американски кечист. Състезава се в шоуто Разбиване.

## Титли и постижения
- Black Athlete Sports Network
  - African–American Wrestler of the Year (2005)[58]
- Ohio Valley Wrestling
  - OVW Southern Tag Team Championship (4 times) – с Брок Леснар (3) и Ред Дог (1)
- Pro Wrestling Illustrated
  - PWI Отбор на годината (2003) с Чарли Хаас
  - PWI 500 на 9 място през 2005 г. за най-добрите кечисти в света
- World Wrestling Entertainment
  - WWE Интерконтинентален шампион (3 пъти)
  - WWE Отборен шампион (2 пъти) – с Чарли Хаас (The World's Greatest Tag Team)
  - WWE шампион на Съединените щати (1 път)
- Wrestling Observer Newsletter awards
  - Най-подценен кечист (2005 – 2007)